# 2702 Batrakov
2702 Batrakov è un asteroide della fascia principale. Scoperto nel 1978, presenta un'orbita caratterizzata da un semiasse maggiore pari a 3,4225421 UA e da un'eccentricità di 0,0866809, inclinata di 1,58450° rispetto all'eclittica.